# Tinh vân Cánh Bướm

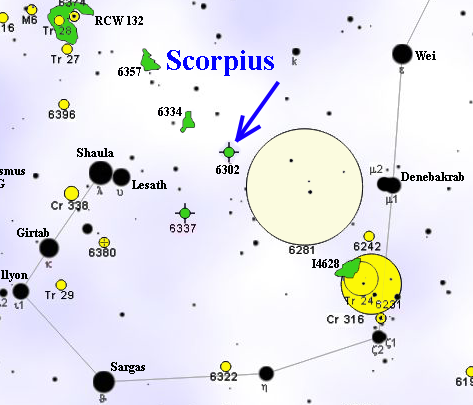
Vị trí của NGC 6302.

Tinh vân Cánh Bướm, còn được gọi là Tinh vân Con Bọ hay NGC 6302, là một tinh vân hành tinh hai búp trong chòm sao Scorpius. Cấu trúc trong tinh vân là một trong những cấu trúc phức tạp nhất từng được quan sát thấy trong tinh vân hành tinh. Quang phổ của NGC 6302 cho thấy ngôi sao trung tâm của nó là một trong những ngôi sao nóng nhất trong thiên hà, với nhiệt độ bề mặt vượt quá 250.000 độ C, ngụ ý rằng ngôi sao mà nó hình thành phải rất lớn (xem ngôi sao PG 1159).
Ngôi sao trung tâm, một sao lùn trắng, chỉ mới được phát hiện gần đây (Szyszka và đồng nghiệp 2009), bởi Camera góc rộng số 3 được nâng cấp trên Kính viễn vọng không gian Hubble. Ngôi sao có khối lượng hiện tại bằng khoảng 0,64 khối lượng Mặt Trời. Nó được bao quanh bởi một đĩa xích đạo đặc biệt dày đặc bao gồm khí và bụi. Đĩa dày đặc này được cho là đã khiến dòng chảy của ngôi sao hình thành cấu trúc lưỡng cực (Gurzadyan 1997) tương tự như một chiếc đồng hồ cát. Cấu trúc lưỡng cực này cho thấy nhiều đặc điểm thú vị được thấy trong các tinh vân hành tinh như sự quang ion hóa, các nút thắt và các cạnh sắc đến thùy.

## Lịch sử quan sát
Vì nó là một thiên thể NGC, đối tượng này đã được biết đến ít nhất từ năm 1888. Nghiên cứu sớm nhất về NGC 6302 là của Edward Emerson Barnard, người đã vẽ và mô tả nó vào năm 1907.
Kể từ đó, nó đã là trọng tâm của nhiều tác phẩm và cho thấy nhiều đặc điểm thú vị đáng để nghiên cứu. Sự quan tâm trong những năm gần đây đã chuyển từ các cuộc thảo luận về phương pháp kích thích trong tinh vân (kích thích va chạm hay sự quang ion hóa) sang các tính chất của thành phần bụi lớn.
Nó xuất hiện trong một số hình ảnh đầu tiên được phát hành sau nhiệm vụ phục vụ cuối cùng của Kính thiên văn vũ trụ Hubble vào tháng 9 năm 2009.

## Đặc điểm
NGC 6302 có cấu trúc phức tạp, có thể xấp xỉ là lưỡng cực với hai thùy chính, mặc dù có bằng chứng cho một cặp thùy thứ hai có thể thuộc về giai đoạn mất khối lượng trước đó. Một làn đường tối chạy qua eo tinh vân che khuất ngôi sao trung tâm ở mọi bước sóng. Các quan sát của NGC 6302 cho thấy có thể có một chiếc váy trực giao tương tự như được tìm thấy trong Menzel 3. Tinh vân được định hướng ở góc 12,8° so với mặt phẳng của bầu trời.
Đám bụi khí trên trông giống như một con bướm tuyệt đẹp. Tuy nhiên, theo các nhà khoa học của Cơ quan Hàng không vũ trụ Mỹ, hai cánh xinh xắn của "Tinh vân Cánh Bướm" được tạo nên bởi những đám bụi khí có nhiệt độ lên tới hàng chục nghìn độ C. Bụi khí lan ra trong không gian với tốc độ lên tới 960.000 km/h (gần 267 km/s).

## Ngôi sao trung tâm

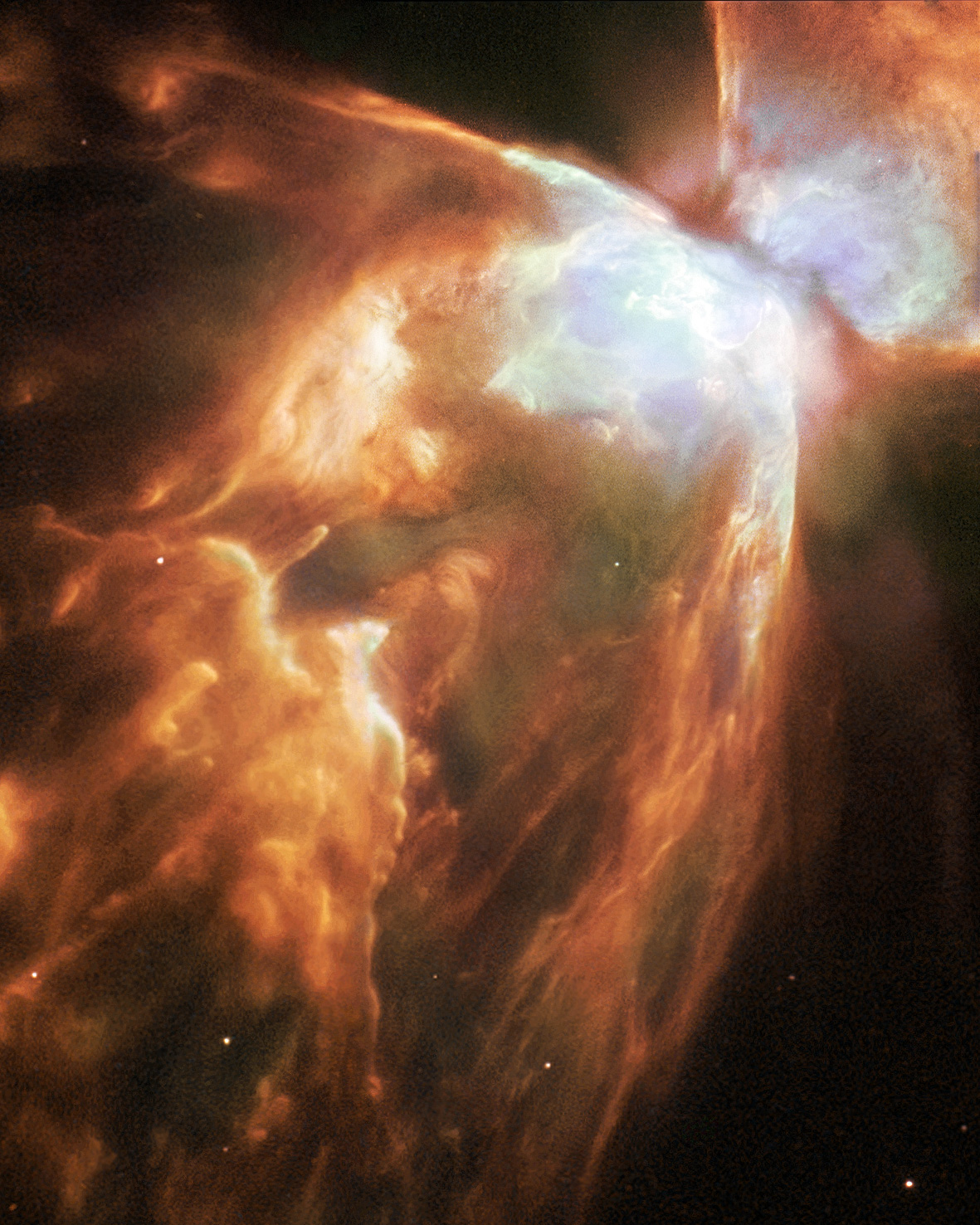
Một ngôi sao đang chết được che bởi một lớp vỏ của mưa đá tạo thành tinh vân lỗi (NGC 6302)

Ngôi sao trung tâm, trong số những ngôi sao nóng nhất được biết, đã thoát khỏi sự phát hiện do sự kết hợp của nhiệt độ cao (nghĩa là nó tỏa ra chủ yếu ở vùng cực tím), hình xuyến bụi (hấp thụ một phần lớn ánh sáng từ các vùng trung tâm, đặc biệt trong tia cực tím) và nền sáng từ ngôi sao. Nó không được nhìn thấy trong các hình ảnh Kính viễn vọng không gian Hubble đầu tiên; độ phân giải và độ nhạy được cải thiện của Camera góc rộng số 3 (2009) mới của cùng một kính viễn vọng lớn sau đó đã tiết lộ ngôi sao mờ ở trung tâm. Nhiệt độ 200.000 Kelvin được chỉ định và khối lượng bằng 0,64 khối lượng Mặt Trời. Khối lượng ban đầu của ngôi sao cao hơn nhiều, nhưng hầu hết đã bị thoát ra trong trường hợp tạo ra tinh vân hành tinh. Độ sáng và nhiệt độ của ngôi sao cho thấy nó đã ngừng đốt hạt nhân và đang trên đường trở thành sao lùn trắng, mờ dần với tốc độ dự đoán là 1% mỗi năm.

## Bụi hóa học
Làn đường tối nổi bật chạy qua trung tâm của tinh vân đã được chứng minh là có hóa học bụi khác thường, cho thấy bằng chứng về nhiều silicat tinh thể, băng nước kết tinh và thạch anh, với các tính năng khác được giải thích là phát hiện thêm năng lượng Mặt Trời đầu tiên của cacbonat. Phát hiện này đã bị tranh cãi, do những khó khăn trong việc hình thành cacbonat trong môi trường không chứa nước. Tranh chấp vẫn chưa được giải quyết.
Một trong những đặc điểm của bụi được phát hiện trong NGC 6302 là sự tồn tại của cả vật liệu giàu oxy (tức là silicat) và vật liệu giàu carbon (tức là poly-aromatic-hydrocarbons hoặc PAHs). Các ngôi sao thường là O-rich hoặc C-rich, sự thay đổi từ trước sang sau xảy ra muộn trong quá trình tiến hóa của ngôi sao do sự thay đổi hạt nhân và hóa học trong bầu khí quyển của ngôi sao. NGC 6302 thuộc về một nhóm các đối tượng trong đó các phân tử hydrocarbon hình thành trong môi trường giàu oxy.